# Pseudochirops cupreus
Pseudochirops cupreus är en pungdjursart som först beskrevs av Thomas 1897. Pseudochirops cupreus ingår i släktet Pseudochirops och familjen ringsvanspungråttor. IUCN kategoriserar arten globalt som livskraftig. Inga underarter finns listade.
Pungdjuret förekommer i Nya Guineas centrala bergstrakter mellan 1500 och 4000 meter över havet. Arten vistas där i olika skogar, på bergsängar och i människans trädgårdar. Vanligen föds en unge per kull.